# Pertti Kurikan Nimipäivät
I Pertti Kurikan Nimipäivät, conosciuti anche come PKN, sono stati un gruppo musicale formatosi nel 2009 a Helsinki e scioltosi nel 2017. I membri del gruppo si sono conosciuti in un centro di igiene mentale. Tre dei membri hanno diagnosi di sindrome di Down ed uno ha diagnosi di disturbo dello spettro autistico. Hanno partecipato all'Eurovision Song Contest 2015.

## Storia del gruppo
Nel 2009 il regista Pekka Karjalainen cercava degli artisti disabili per la colonna sonora di un suo film. Dopo aver trovato i quattro ragazzi in un centro di igiene mentale, ha deciso di assumerli, e la loro prima canzone, Kallioon!, è diventata una hit nazionale. Sono così stati reclutati dalla Red Lounge Records.
Nel 2012 è uscito il film biografico sul gruppo, The Punk Syndrome.
Nel 2014 hanno cantato ad un concerto di beneficenza con Mr. Lordi, il cantante dei Lordi. Lo stesso anno c'è stato il loro cambio di etichetta (dalla Red Lounge Records alla Epic Records).
Nel 2015, dopo aver passato le selezioni nazionali, sono stati annunciati come rappresentanti della Finlandia all'Eurovision Song Contest 2015 con la canzone Aina mun pitää, che non si è qualificata per la finalissima, fermandosi 16ª e ultima con 13 punti,15 in meno della Macedonia classificatasi 15ª.

## Formazione
- Kari Aalto - voce (2009-)
- Pertti Kurikka - chitarra (2009-)
- Sami Helle - basso, voce aggiuntiva (2009-)

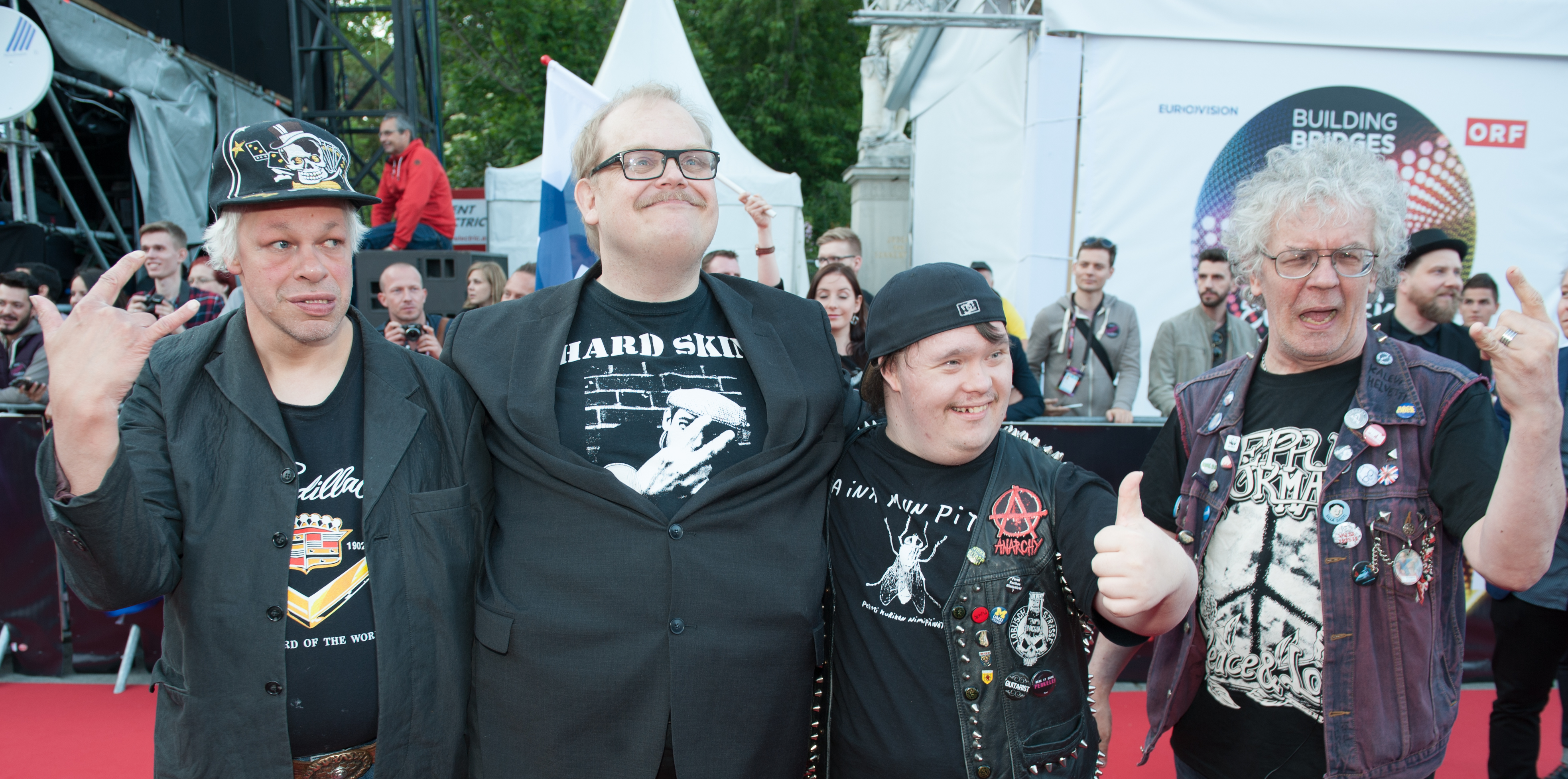
La band a Vienna per l'Eurovision Song Contest 2015.

- Toni Välitalo - batteria (2009-)

## Album

### Album in studio
- 2010 - Ei yhteiskunta yhtä miestä kaipaa
- 2011 - Päättäjä on pettäjä
- 2011 - Osaa eläimetkin pieree
- 2012 - Asuntolaelämää
- 2013 - Jarmo
- 2015 - Mies haisee / Joe Weider

### Raccolte
- 2012 - Kuus kuppia kahvia ja yks kokis
- 2012 - Sikakovapaketti
- 2013 - Coffee Not Tea
- 2015 - The Best of Greatest Hits